# FA Cup 2021-2022 (turni di qualificazione)
I turni di qualificazione della FA Cup 2021-2022 hanno inaugurato la 141ª edizione della competizione di calcio ad eliminazione diretta più antica al mondo. Vi hanno preso parte 637 squadre dal 5º al 10º livello del sistema calcistico inglese, in lieve diminuzione rispetto alle 644 solite. Sono state ammesse 9 squadre di 10ª divisione, estratte a sorte.

## Calendario
Tutti i turni sono stati estratti casualmente, di solito al termine del turno precedente o la sera dell'ultima partita in diretta televisiva di un turno in corso, a seconda dei diritti TV.
| Fase                    | Turno                           | Sorteggio     | Data              | Partite | Squadre   | Squadre entrate | Campionati entranti    | Premio squadra vincente | Premio squadra perdente |
| ----------------------- | ------------------------------- | ------------- | ----------------- | ------- | --------- | --------------- | ---------------------- | ----------------------- | ----------------------- |
| Turni di qualificazione | Turno extra preliminare         | 9 luglio 2021 | 7 agosto 2021     | 174     | 637 → 463 | 348             |                        | £1.125                  | £375                    |
| Turni di qualificazione | Turno preliminare               | 9 luglio 2021 | 21 agosto 2021    | 155     | 463 → 308 | 136             | N&S&I Divisions One    | £1.444                  | £481                    |
| Turni di qualificazione | Primo turno di qualificazione   |               | 4 settembre 2021  | 121     | 308 → 187 | 87              | N&S&I Premier Division | £2.250                  | £750                    |
| Turni di qualificazione | Secondo turno di qualificazione |               | 18 settembre 2021 | 82      | 187 → 105 | 43              | National North & South | £3.375                  | £1.125                  |
| Turni di qualificazione | Terzo turno di qualificazione   |               | 2 ottobre 2021    | 41      | 105 → 64  |                 |                        | £5.625                  | £1.875                  |
| Turni di qualificazione | Quarto turno di qualificazione  |               | 16 ottobre 2021   | 32      | 64 → 32   | 23              | National League        | £9.375                  | £3.125                  |

## Risultati

### Turno extra preliminare
Il sorteggio del turno extra preliminare si è svolto il 9 luglio 2021. A questo turno partecipano 9 squadre di 10ª divisione, il campionato di livello più basso rappresentato.
| Squadra 1                      | Risultato | Squadra 2                        |
| ------------------------------ | --------- | -------------------------------- |
| 6 agosto 2021                  |           |                                  |
| Whickham (9)                   | 2–3       | Consett (9)                      |
| West Essex (9)                 | 4–2       | St. Panteleimon (9)              |
| New Salamis (9)                | 1–3       | Kensington & Ealing Borough (10) |
| Ascot Utd (9)                  | 3–0       | Holyport (9)                     |
| 7 agosto 2021                  |           |                                  |
| Ashington (9)                  | 3–4       | Newcastle Benfield (9)           |
| Shildon (8)                    | 1–0       | Garforth Town (9)                |
| Redcar Athletic} (9)           | 4–1       | Hemsworth Miners Welfare (9)     |
| Penrith (9)                    | 1–2       | Guisborough Town (9)             |
| Whitley Bay (9)                | 1–1       | North Ferriby (10)               |
| Billingham Town (9)            | 2–3       | West Allotment Celtic (9)        |
| Seaham Red Star (9)            | 3–1       | Crook Town (9)                   |
| Newton Aycliffe (9)            | 4–3       | Thornaby (9)                     |
| Sunderland Ryhope CA (9)       | 5–1       | Bishop Auckland (9)              |
| North Shields (9)              | 3–1       | West Auckland Town (9)           |
| Goole (9)                      | 1–1       | Ryhope Colliery Welfare (9)      |
| Knaresborough Town (9)         | 2–1       | Northallerton Town (9)           |
| Irlam (9)                      | 3–0       | Albion Sports (9)                |
| Macclesfield (9)               | 4–0       | Burscough (9)                    |
| Athersley Recreation (9)       | 1–4       | Campion (10)                     |
| Glossop North End (8)          | 3–0       | Widnes (8)                       |
| Lower Breck (9)                | 0–0       | Penistone Church (9)             |
| Longridge Town (9)             | 1–2       | Northwich Victoria (9)           |
| Barnoldswick Town (9)          | 6–1       | Runcorn Town (9)                 |
| Padiham (9)                    | 2–3       | AFC Liverpool (9)                |
| Ashton Athletic (9)            | 0–2       | Squires Gate (9)                 |
| West Didsbury & Chorlton (10)  | 1–3       | Avro (9)                         |
| Prestwich Heys (9)             | 3–1       | Litherland REMYCA (9)            |
| Vauxhall Motors (9)            | 0–0       | Skelmersdale Utd (9)             |
| Thackley (9)                   | 2–3       | Wythenshawe Town (9)             |
| Silsden (9)                    | 0–4       | Eccleshill Utd (9)               |
| Winsford Utd (9)               | 0–2       | Charnock Richard (9)             |
| Tividale (9)                   | 2–0       | Shifnal Town (9)                 |
| Sporting Khalsa (8)            | 4–3       | Coventry Sphinx (9)              |
| Lye Town (9)                   | 2–3       | Hanley Town (9)                  |
| Rugby Town (9)                 | 1–0       | Boldmere St Michaels (9)         |
| Highgate Utd (9)               | 3–1       | Malvern Town (9)                 |
| Westfields (9)                 | 3–0       | Heather St John's (9)            |
| Hereford Lads Club (9)         | 0–0       | Haughmond (9)                    |
| Walsall Wood (9)               | 0–2       | Leicester Road (9)               |
| Whitchurch Alport (9)          | 2–1       | Wolverhampton Casuals (9)        |
| Racing Club Warwick (9)        | 0–4       | Stone Old Alleynians (9)         |
| Gresley Rovers (9)             | 3–0       | Bewdley Town (9)                 |
| Romulus (9)                    | 1–2       | Uttoxeter Town (9)               |
| AFC Wulfrunians (9)            | 2–1       | Heanor Town (9)                  |
| Stourport Swifts (9)           | 0–4       | Lichfield City (9)               |
| Quorn (9)                      | 5–1       | Selston (9)                      |
| Barton Town (9)                | 2–3       | Maltby Main (9)                  |
| Pinchbeck Utd (9)              | 0–1       | Skegness Town (9)                |
| GNG Oadby Town (9)             | 0–2       | Stamford (8)                     |
| Sherwood Colliery (9)          | 1–1       | Boston Town (9)                  |
| Newark (9)                     | 0–0       | Lutterworth Town (9)             |
| Bottesford Town (9)            | 1–0       | Eastwood CFC (9)                 |
| Anstey Nomads (9)              | 1–0       | Sleaford Town (9)                |
| Long Eaton Utd (9)             | 4–1       | Holbeach United (9)              |
| Winterton Rangers (9)          | 6–2       | Grimsby Borough (9)              |
| Leicester Nirvana (9)          | 1–1       | Deeping Rangers (9)              |
| Handsworth (9)                 | 2–0       | AFC Mansfield (9)                |
| Staveley Miners Welfare (9)    | 1–2       | Loughborough University (9)      |
| Cleethorpes Town (8)           | 4–0       | Melton Town (9)                  |
| Lakenheath (9)                 | 2–2       | Mulbarton Wanderers (9)          |
| Swaffham Town (9)              | 0–3       | Walsham-le-Willows (9)           |
| Mildenhall Town (9)            | 1–0       | Wroxham (9)                      |
| Fakenham Town (9)              | 1–0       | Ely City (9)                     |
| Cogenhoe United (9)            | 0–0       | Haverhill Rovers (9)             |
| Harborough Town (9)            | 2–0       | Rothwell Corinthians (9)         |
| Newport Pagnell Town (9)       | 4–1       | Peterborough Northern Star (9)   |
| Corby Town (8)                 | 3–1       | Woodbridge Town (9)              |
| Potton United (9)              | 2–1       | Eynesbury Rovers (9)             |
| Norwich Utd (9)                | 2–1       | Long Buckby (9)                  |
| Brantham Athletic (9)          | 4–3       | Gorleston (9)                    |
| Hadleigh United (9)            | 2–0       | Desborough Town (9)              |
| Kirkley & Pakefield (9)        | 1–1       | Long Melford (9)                 |
| Arlesey Town (9)               | 4–3       | Thetford Town (9)                |
| Bugbrooke St Michaels (9)      | 4–2       | March Town United (9)            |
| Kempston Rovers (8)            | 1–1       | Whitton United (9)               |
| Godmanchester Rovers (9)       | 1–1       | Northampton ON Chenecks (9)      |
| Wellingborough Town (9)        | 1–3       | Newmarket Town (9)               |
| Harpenden Town (9)             | 1–1       | Romford (8)                      |
| Ware (8)                       | 2–1       | Takeley (9)                      |
| Sporting Bengal United (9)     | rinv.     | White Ensign (9)                 |
| Redbridge (9)                  | 1–2       | Ilford (9)                       |
| Stanway Rovers (9)             | 1–0       | Leverstock Green (9)             |
| Biggleswade United (9)         | 0–7       | Saffron Walden Town (9)          |
| Little Oakley (9)              | 2–0       | St Margaretsbury (9)             |
| Edgware Town (9)               | 0–3       | Hadley (9)                       |
| Walthamstow (9)                | rinv.     | Crawley Green (9)                |
| Witham Town (8)                | 3–2       | Woodford Town (9)                |
| FC Clacton (9)                 | 0–1       | Leighton Town (9)                |
| Enfield (9)                    | 2–1       | Milton Keynes Irish (9)          |
| Sawbridgeworth Town (9)        | 0–3       | Cockfosters (9)                  |
| Basildon Utd (8)               | 4–0       | Stansted (9)                     |
| Dunstable Town (9)             | 1–5       | North Greenford Utd (9)          |
| Southend Manor (9)             | 1–0       | London Colney (9)                |
| Easington Sports (9)           | 1–1       | Wokingham & Emmbrook (9)         |
| Bishop's Cleeve (9)            | 6–1       | Clevedon Town (9)                |
| Brislington (9)                | 3–3       | Brimscombe & Thrupp (9)          |
| Shrivenham (9)                 | 1–1       | Burnham (9)                      |
| Chipping Sodbury Town (9)      | 1–2       | Harefield United (9)             |
| Risborough Rangers (9)         | 1–0       | Lydney Town (9)                  |
| Aylesbury Vale Dynamos (9)     | 0–1       | Longlevens (9)                   |
| Thornbury Town (9)             | 0–4       | Royal Wootton Bassett Town (9)   |
| Aylesbury Utd (8)              | 2–0       | Fairford Town (9)                |
| Broadfields Utd (9)            | 4–1       | Cribbs (9)                       |
| Ardley Utd (9)                 | 2–0       | Ashton & Backwell United (9)     |
| Oxhey Jets (9)                 | 2–0       | Bitton (9)                       |
| Cadbury Heath (9)              | 0–2       | Flackwell Heath (9)              |
| Tring Athletic (9)             | 3–0       | Keynsham Town (9)                |
| Reading City (9)               | 3–1       | Hallen (9)                       |
| Roman Glass St George (9)      | 2–1       | Holmer Green (9)                 |
| K Sports (9)                   | 3–1       | Rusthall (9)                     |
| Walton & Hersham (9)           | 2–1       | Tunbridge Wells (9)              |
| Beckenham Town (9)             | 0–0       | Colliers Wood United (9)         |
| AFC Varndeanians (9)           | 1–2       | Farnham Town (9)                 |
| Steyning Town (9)              | 2–2       | Pagham (9)                       |
| Badshot Lea (9)                | 3–3       | East Preston (9)                 |
| Jersey Bulls (9)               | 10–1      | Horsham YMCA (9)                 |
| Chatham Town (9)               | 6–2       | Eastbourne Utd (9)               |
| Hollands & Blair (9)           | 3–0       | Holmesdale (9)                   |
| Staines Town (8)               | 1–2       | Little Common (9)                |
| Cobham (9)                     | 2–2       | Sevenoaks Town (8)               |
| CB Hounslow United (9)         | 0–3       | Redhill (9)                      |
| Kennington (9)                 | 5–0       | Horley Town (9)                  |
| Broadbridge Heath (9)          | 2–6       | Littlehampton Town (9)           |
| Glebe (9)                      | 2–3       | Abbey Rangers (9)                |
| Deal Town (9)                  | 1–0       | Southall (9)                     |
| Eastbourne Town (9)            | 2–4       | Guildford City (9)               |
| Newhaven (9)                   | 6–1       | Camberley Town (9)               |
| Bexhill United (9)             | 0–1       | Peacehaven & Telscombe (9)       |
| Lingfield (9)                  | 2–1       | Egham Town (9)                   |
| Hassocks (9)                   | rinv.     | Spelthorne Sports (9)            |
| Ashford Town (8)               | 2–1       | AFC Uckfield Town (9)            |
| Tower Hamlets (9)              | 1–4       | Sheppey Utd (9)                  |
| Hanworth Villa (9)             | 1–3       | Loxwood (9)                      |
| Virginia Water (9)             | 1–1       | Athletic Newham (9)              |
| Lordswood (9)                  | 0–0       | Knaphill (9)                     |
| East Grinstead Town (8)        | 1–2       | Alfold (9)                       |
| Sheerwater (9)                 | 0–2       | Erith Town (9)                   |
| Crawley Down Gatwick (9)       | 3–2       | Welling Town (9)                 |
| Tooting & Mitcham United (8)   | 1–1       | Erith & Belvedere (9)            |
| Fisher (9)                     | 0–1       | Raynes Park Vale (9)             |
| Molesey (9)                    | 0–1       | Phoenix Sports (8)               |
| Saltdean Utd (9)               | 4–0       | Frimley Green (9)                |
| Mile Oak (10)                  | 0–2       | Punjab United (9)                |
| Balham (9)                     | 3–0       | Canterbury City (9)              |
| Crowborough Athletic (9)       | 1–3       | AFC Croydon Athletic (9)         |
| Banstead Athletic (9)          | rinv.     | Bearsted (9)                     |
| AFC Portchester (9)            | 4–2       | Horndean (9)                     |
| Amesbury Town (9)              | 1–4       | Shaftesbury (9)                  |
| Westbury United (9)            | 4–2       | Christchurch (9)                 |
| Hythe & Dibden (9)             | 1–7       | Bradford Town (9)                |
| Blackfield & Langley (9)       | 5–1       | Cowes Sports (9)                 |
| Portland Utd (9)               | 2–2       | Bournemouth (9)                  |
| Calne Town (9)                 | 1–1       | Bashley (9)                      |
| Moneyfields (9)                | 1–3       | AFC Stoneham (9)                 |
| Brockenhurst (9)               | 1–2       | Hamworthy United (9)             |
| United Services Portsmouth (9) | 0–3       | Alton (9)                        |
| Larkhall Athletic (8)          | 1–2       | Lymington Town (8)               |
| Bridport (9)                   | 1–2       | Fleet Town (9)                   |
| Alresford Town (9)             | 3–0       | Odd Down (10)                    |
| Tadley Calleva (9)             | 0–2       | Baffins Milton Rovers (9)        |
| Shepton Mallet (9)             | 0–0       | Andover New Street (10)          |
| Hamble Club (9)                | 2–3       | Corsham Town (9)                 |
| Fareham Town (9)               | 8–0       | Street (9)                       |
| Millbrook (9)                  | 2–2       | Saltash United (9)               |
| Mousehole (9)                  | 3–1       | Helston Athletic (9)             |
| Brixham (10)                   | 1–2       | Bridgwater United (9)            |
| Buckland Athletic (9)          | 1–2       | Exmouth Town (9)                 |
| AFC St Austell (10)            | 2–3       | Tavistock (9)                    |
| Ilfracombe Town (9)            | 4–3       | Wellington (9)                   |
| 8 agosto 2021                  |           |                                  |
| Emley (9)                      | 3–2       | Congleton Town (9)               |
| Coventry United (9)            | 4–1       | Worcester City (9)               |
| Baldock Town (9)               | 1–0       | Wembley (9)                      |
| Hoddesdon Town (9)             | 0–1       | Clapton (9)                      |
| Tuffley Rovers (9)             | 3–2       | Windsor (9)                      |
| 10 agosto 2021                 |           |                                  |
| Walthamstow (9)                | 4–1       | Crawley Green (9)                |
| Hassocks (9)                   | 1–2       | Spelthorne Sports (9)            |
| Banstead Athletic (9)          | 2–2       | Bearsted (9)                     |
| 11 agosto 2021                 |           |                                  |
| Sporting Bengal United (9)     | 0–3       | White Ensign (9)                 |
| 17 agosto 2021                 |           |                                  |
| Bridgwater United (9)          | 2–1       | Brixham (10)                     |

#### Replay
| Squadra 1                   | Risultato     | Squadra 2                    |
| --------------------------- | ------------- | ---------------------------- |
| 10 agosto 2021              |               |                              |
| North Ferriby (10)          | 2–5           | Whitley Bay (9)              |
| Skelmersdale Utd (9)        | 2–0           | Vauxhall Motors (9)          |
| Haughmond (9)               | 1–0           | Hereford Lads Club (9)       |
| Boston Town (9)             | 0–1           | Sherwood Colliery (9)        |
| Lutterworth Town (9)        | 1–3           | Newark (9)                   |
| Deeping Rangers (9)         | 3–1           | Leicester Nirvana (9)        |
| Mulbarton Wanderers (9)     | 3–1           | Lakenheath (9)               |
| Whitton United (9)          | 2–1           | Kempston Rovers (8)          |
| Wokingham & Emmbrook (9)    | 0–0 (3-4 dtr) | Easington Sports (9)         |
| Brimscombe & Thrupp (9)     | 3–1           | Brislington (9)              |
| Burnham (9)                 | 4–0           | Shrivenham (9)               |
| Pagham (9)                  | 2–3           | Steyning Town (9)            |
| East Preston (9)            | 0–2           | Badshot Lea (9)              |
| Knaphill (9)                | 2–2 (4-3 dtr) | Lordswood (9)                |
| Bournemouth (9)             | 3–1           | Portland Utd (9)             |
| Bashley (9)                 | 2–1           | Calne Town (9)               |
| Andover New Street (10)     | 0–4           | Shepton Mallet (9)           |
| Ryhope Colliery Welfare (9) | 2–3 (dts)     | Goole (9)                    |
| 11 agosto 2021              |               |                              |
| Penistone Church (9)        | 1–2           | Lower Breck (9)              |
| Haverhill Rovers (9)        | 0–2           | Cogenhoe United (9)          |
| Long Melford (9)            | 0–4           | Kirkley & Pakefield (9)      |
| Northampton ON Chenecks (9) | 1–0           | Godmanchester Rovers (9)     |
| Romford (8)                 | 3–1           | Harpenden Town (9)           |
| Colliers Wood United (9)    | 1–3           | Beckenham Town (9)           |
| Sevenoaks Town (8)          | 3–1           | Cobham (9)                   |
| Athletic Newham (9)         | 3–1           | Virginia Water (9)           |
| Erith & Belvedere (9)       | 3–1 (dts)     | Tooting & Mitcham United (8) |
| Saltash United (9)          | 4–6           | Millbrook (9)                |
| 17 agosto 2021              |               |                              |
| Bearsted (9)                | 2–1           | Banstead Athletic (9)        |

### Turno preliminare
Il sorteggio del turno preliminare si è svolto il 9 luglio. A questo turno si sono qualificate due squadre di 10ª divisione, il campionato di livello più basso fin qui rappresentato, vale a dire Campion e Kensington & Ealing Borough.
| Squadra 1                        | Risultato | Squadra 2                   |
| -------------------------------- | --------- | --------------------------- |
| 20 agosto 2021                   |           |                             |
| West Allotment Celtic (9)        | 4–2       | Whitley Bay (9)             |
| AFC Liverpool (9)                | 2–3       | Bootle (8)                  |
| Wantage Town (8)                 | 1–2       | Highworth Town (8)          |
| Walton & Hersham (9)             | 2–0       | Guildford City (9)          |
| 21 agosto 2021                   |           |                             |
| Sheffield (8)                    | 1–2       | Sherwood Colliery (9)       |
| Newhaven (9)                     | 0–4       | Jersey Bulls (9)            |
| Marske United (8)                | 7–0       | Pickering Town (8)          |
| Goole (9)                        | 0–1       | Pontefract Collieries (8)   |
| Stockton Town (8)                | 1–0       | Ossett Utd (8)              |
| Newcastle Benfield (9)           | 1–2       | Dunston UTS (8)             |
| Liversedge (8)                   | 5–0       | Knaresborough Town (9)      |
| North Shields (9)                | 2–0       | Guisborough Town (9)        |
| Shildon (8)                      | 2–1       | Brighouse Town (8)          |
| Consett (9)                      | 2–3       | Bridlington Town (8)        |
| Seaham Red Star (9)              | 2–2       | Redcar Athletic (9)         |
| Frickley Athletic (8)            | 0–3       | Sunderland Ryhope CA (9)    |
| Tadcaster Albion (8)             | 1–2       | Newton Aycliffe (9)         |
| Yorkshire Amateur (8)            | 0–7       | Hebburn Town (8)            |
| Avro (9)                         | 1–1       | Runcorn Linnets (8)         |
| Prescot Cables (8)               | 3–2       | Campion (10)                |
| Squires Gate (9)                 | 6–4       | Macclesfield (9)            |
| Glossop North End (8)            | 0–1       | Kendal Town (8)             |
| Lower Breck (9)                  | 2–2       | Mossley (8)                 |
| Eccleshill Utd (9)               | 1–1       | Charnock Richard (9)        |
| Wythenshawe Town (9)             | 1–2       | 1874 Northwich (8)          |
| City of Liverpool (8)            | 2–0       | Emley (9)                   |
| Workington (8)                   | 1–1       | Marine (8)                  |
| Barnoldswick Town (9)            | 5–4       | Ramsbottom United (8)       |
| Prestwich Heys (9)               | 0–3       | Warrington Rylands (8)      |
| Irlam (9)                        | 1–5       | Skelmersdale Utd (9)        |
| Trafford (8)                     | 2–2       | Colne (8)                   |
| Halesowen Town (8)               | 3–0       | Sutton Coldfield Town (8)   |
| Gresley Rovers (9)               | 0–2       | Leek Town (8)               |
| Bedworth Utd (8)                 | 2–1       | Kidsgrove Athletic (8)      |
| Tividale (9)                     | 2–1       | AFC Wulfrunians (9)         |
| Chasetown (8)                    | 7–0       | Uttoxeter Town (9)          |
| Stone Old Alleynians (9)         | 4–2       | Rugby Town (9)              |
| Sporting Khalsa (8)              | 3–2       | Market Drayton Town (8)     |
| Westfields (9)                   | 0–1       | Coventry United (9)         |
| Highgate Utd (9)                 | 1–4       | Coleshill Town (8)          |
| Haughmond (9)                    | 0–5       | Hanley Town (9)             |
| Belper Town (8)                  | 3–1       | Whitchurch Alport (9)       |
| Newcastle Town (8)               | 0–1       | Leicester Road (9)          |
| Evesham United (8)               | 2–4       | Lichfield City (9)          |
| Loughborough University (9)      | 3–2       | Newark (9)                  |
| Maltby Main (9)                  | 1–1       | Carlton Town (8)            |
| Cleethorpes Town (8)             | 3–1       | Loughborough Dynamo (8)     |
| Quorn (9)                        | 1–2       | Ilkeston Town (8)           |
| Handsworth (9)                   | 5–2       | Stocksbridge PS (8)         |
| Worksop Town (8)                 | 4–4       | Eastwood CFC (9)            |
| Winterton Rangers (9)            | 4–1       | Deeping Rangers (9)         |
| Lincoln Utd (8)                  | 0–3       | Stamford (8)                |
| Long Eaton Utd (9)               | 4–0       | Shepshed Dynamo (8)         |
| Anstey Nomads (9)                | 2–1       | Skegness Town (9)           |
| Norwich Utd (9)                  | 1–0       | Newmarket Town (9)          |
| Yaxley (8)                       | 1–1       | Mildenhall Town (9)         |
| Harborough Town (9)              | 0–3       | Biggleswade (8)             |
| Potton United (9)                | 5–1       | Walsham-le-Willows (9)      |
| Fakenham Town (9)                | 0–1       | Bury Town (8)               |
| Cogenhoe United (9)              | 0–2       | Dereham Town (8)            |
| Arlesey Town (9)                 | P–P       | March Town United (9)       |
| Kirkley & Pakefield (9)          | 1–0       | Northampton ON Chenecks (9) |
| Wisbech Town (8)                 | 2–0       | Whitton United (9)          |
| Bedford Town (8)                 | 3–0       | St Neots Town (8)           |
| Newport Pagnell Town (9)         | 4–1       | Histon (8)                  |
| Brantham Athletic (9)            | 0–3       | Spalding Utd (8)            |
| Corby Town (8)                   | 3–3       | Soham Town Rangers (8)      |
| Mulbarton Wanderers (9)          | 1–0       | Hadleigh United (9)         |
| Daventry Town (8)                | 1–5       | Cambridge City (8)          |
| Brentwood Town (8)               | 1–0       | Leighton Town (9)           |
| FC Romania (8)                   | 1–1       | Welwyn G. City (8)          |
| Coggeshall Town (8)              | 0–1       | Berkhamsted (8)             |
| Walthamstow (9)                  | 2–0       | Hullbridge Sports (8)       |
| Canvey Island (8)                | 2–1       | Waltham Abbey (8)           |
| Great Wakering Rovers (8)        | 3–1       | Heybridge Swifts (8)        |
| Felixstowe & Walton United (8)   | 5–3       | Southend Manor (9)          |
| Little Oakley (9)                | 0–0       | Hertford Town (8)           |
| Saffron Walden Town (9)          | 0–4       | Hadley (9)                  |
| Maldon & Tiptree (8)             | 0–1       | Aveley (8)                  |
| Barton Rovers (8)                | 3–0       | West Essex (9)              |
| Cockfosters (9)                  | 1–2       | AFC Sudbury (8)             |
| Barking (8)                      | 2–3       | Ilford (9)                  |
| Ware (8)                         | 1–0       | Hashtag Utd (8)             |
| Stowmarket Town (8)              | 4–0       | Witham Town (8)             |
| Colney Heath (8)                 | 3–0       | Harlow Town (8)             |
| Stanway Rovers (9)               | 1–1       | Enfield (9)                 |
| Clapton (9)                      | 1–3       | AFC Dunstable (8)           |
| Basildon Utd (8)                 | 1–0       | White Ensign (9)            |
| North Greenford Utd (9)          | 0–7       | Tilbury (8)                 |
| Marlow (8)                       | 3–0       | Slimbridge (8)              |
| Bishop's Cleeve (9)              | 2–0       | Tring Athletic (9)          |
| Longlevens (9)                   | 3–2       | Chalfont St Peter (8)       |
| Roman Glass St George (9)        | 0–2       | Cirencester Town (8)        |
| Northwood (8)                    | 1–1       | Burnham (9)                 |
| Tuffley Rovers (9)               | 2–2       | Flackwell Heath (9)         |
| Royal Wootton Bassett Town (9)   | 2–2       | Ardley Utd (9)              |
| Oxhey Jets (9)                   | 1–0       | Didcot Town (8)             |
| Broadfields Utd (9)              | 0–0       | Reading City (9)            |
| Harefield United (9)             | 2–1       | Binfield (8)                |
| Thame Utd (8)                    | 2–0       | Thatcham Town (8)           |
| North Leigh (8)                  | 1–2       | Kidlington (8)              |
| Risborough Rangers (9)           | 1–1       | Ascot Utd (9)               |
| Cinderford Town (8)              | 3–3       | Easington Sports (9)        |
| Lingfield (9)                    | 1–4       | Chertsey Town (8)           |
| Sheppey Utd (9)                  | N.D.      | Saltdean Utd (9)            |
| Hanwell Town (8)                 | 5–0       | Athletic Newham (9)         |
| Farnham Town (9)                 | 2–3       | Spelthorne Sports (9)       |
| Ashford Town (8)                 | 1–1       | Knaphill (9)                |
| Whyteleafe (8)                   | N.D.      | Whitehawk (8)               |
| South Park (8)                   | 3–3       | Three Bridges (8)           |
| Chipstead (8)                    | 3–0       | Faversham Town (8)          |
| Raynes Park Vale (9)             | 2–3       | VCD Athletic (8)            |
| Steyning Town (9)                | 0–0       | Sutton Common Rovers (8)    |
| Abbey Rangers (9)                | 1–0       | Loxwood (9)                 |
| Beckenham Town (9)               | 0–3       | Hastings Utd (8)            |
| Peacehaven & Telscombe (9)       | 2–1       | Crawley Down Gatwick (9)    |
| Hythe Town (8)                   | 3–3       | Westfield (Surrey) (8)      |
| Redhill (9)                      | 1–1       | Deal Town (9)               |
| Chatham Town (9)                 | 1–1       | Ashford Utd (8)             |
| Balham (9)                       | 3–0       | K Sports (9)                |
| Hollands & Blair (9)             | 1–2       | Ramsgate (8)                |
| Bedfont Sports (8)               | 3–1       | Herne Bay (8)               |
| Sevenoaks Town (8)               | 2–2       | Erith Town (9)              |
| Bearsted (9)                     | 0–3       | Burgess Hill Town (8)       |
| Badshot Lea (9)                  | 2–4       | Corinthian (8)              |
| Sittingbourne (8)                | 2–2       | Littlehampton Town (9)      |
| Phoenix Sports (8)               | 7–0       | Punjab United (9)           |
| Kennington (9)                   | 2–0       | Little Common (9)           |
| Lancing (8)                      | 0–4       | Haywards Heath Town (8)     |
| Whitstable Town (8)              | 5–0       | Alfold (9)                  |
| Uxbridge (8)                     | 1–0       | Cray Valley PM (8)          |
| Bracknell Town (8)               | 1–0       | Bashley (9)                 |
| Shaftesbury (9)                  | 6–1       | AFC Stoneham (9)            |
| Westbury United (9)              | 0–2       | Hamworthy United (9)        |
| Corsham Town (9)                 | 1–5       | Fleet Town (9)              |
| Winchester City (8)              | 1–3       | Chichester City (8)         |
| Basingstoke Town (8)             | 2–1       | AFC Totton (8)              |
| Bradford Town (9)                | 1–1       | Alton (9)                   |
| Blackfield & Langley (9)         | 1–1       | AFC Portchester (9)         |
| Alresford Town (9)               | 1–0       | Fareham Town (9)            |
| Lymington Town (8)               | 2–1       | Bournemouth (9)             |
| Baffins Milton Rovers (9)        | 2–4       | Sholing (8)                 |
| Melksham Town (8)                | 0–1       | Shepton Mallet (9)          |
| Mangotsfield United (8)          | 3–0       | Tavistock (9)               |
| Bridgwater United (9)            | 3–0       | Ilfracombe Town (9)         |
| Willand Rovers (8)               | 3–3       | Millbrook (9)               |
| Exmouth Town (9)                 | 2–1       | Bristol Manor Farm (8)      |
| Frome Town (8)                   | 3–1       | Paulton Rovers (8)          |
| Bideford (8)                     | 1–3       | Barnstaple Town (8)         |
| Mousehole (9)                    | 1–3       | Plymouth Parkway (8)        |
| 22 agosto 2021                   |           |                             |
| Northwich Victoria (9)           | 1–2       | Clitheroe (8)               |
| Baldock Town (9)                 | 2–1       | Grays Athletic (8)          |
| Kensington & Ealing Borough (10) | 0–1       | Romford (8)                 |
| Aylesbury Utd (8)                | 8–0       | Brimscombe & Thrupp (9)     |
| Erith & Belvedere (9)            | 0–0       | AFC Croydon Athletic (9)    |
| 24 agosto 2021                   |           |                             |
| Arlesey Town (9)                 | 3–2       | March Town United (9)       |
| 4 settembre 2021                 |           |                             |
| Barking (8)                      | 3–2       | Ilford (9)                  |

#### Replay
| Squadra 1                | Risultato     | Squadra 2                      |
| ------------------------ | ------------- | ------------------------------ |
| 24 agosto 2021           |               |                                |
| Runcorn Linnets (8)      | 4–1 (dts)     | Avro (9)                       |
| Mossley (8)              | 2–0           | Lower Breck (9)                |
| Charnock Richard (9)     | 5–1           | Eccleshill Utd (9)             |
| Marine (8)               | 2–1 (dts)     | Workington (8)                 |
| Colne (8)                | 2–1           | Trafford (8)                   |
| Carlton Town (8)         | 1–0           | Maltby Main (9)                |
| Mildenhall Town (9)      | 1–0 (dts)     | Yaxley (8)                     |
| Soham Town Rangers (8)   | 2–4 (dts)     | Corby Town (8)                 |
| Welywn Garden City (8)   | 3–2           | FC Romania (8)                 |
| Hertford Town (8)        | 1–2           | Little Oakley (9)              |
| Burnham (9)              | 1–4           | Northwood (8)                  |
| Flackwell Heath (9)      | 6–0           | Tuffley Rovers (9)             |
| Ardley Utd (9)           | 3–1           | Royal Wootton Bassett Town (9) |
| Reading City (9)         | 1–3           | Broadfields Utd (9)            |
| Ascot Utd (9)            | 3–2           | Risborough Rangers (9)         |
| Easington Sports (9)     | 2–2 (4-2 dtr) | Cinderford Town (8)            |
| Knaphill (9)             | 1–2 (dts)     | Ashford Town (8)               |
| Three Bridges (8)        | 2–4           | South Park (8)                 |
| AFC Croydon Athletic (9) | 2–3           | Erith & Belvedere (9)          |
| Westfield (Surrey) (8)   | 1–3           | Hythe Town (8)                 |
| Deal Town (9)            | 0–1           | Redhill (9)                    |
| Ashford Utd (8)          | 1–1 (5-6 dtr) | Chatham Town (9)               |
| Alton (9)                | 3–0           | Bradford Town (9)              |
| AFC Portchester (9)      | 1–3           | Blackfield & Langley (9)       |
| Millbrook (9)            | 1–2           | Willand Rovers (8)             |
| 25 agosto 2021           |               |                                |
| Redcar Athletic (9)      | 1–3           | Seaham Red Star (9)            |
| Eastwood CFC (9)         | 2–5           | Worksop Town (8)               |
| Enfield (9)              | 2–1           | Stanway Rovers (9)             |
| Sutton Common Rovers (8) | 4–0           | Steyning Town (9)              |
| Erith Town (9)           | 1–2           | Sevenoaks Town (8)             |
| Littlehampton Town (9)   | 4–0           | Sittingbourne (8)              |

### Primo turno di qualificazione
Il sorteggio del primo turno di qualificazione si è svolto il 23 agosto 2021. Vi hanno preso parte i 155 vincitori del turno preliminare e 87 squadre di 7ª divisione. A questo turno si sono qualificate 63 squadre di 9ª divisione, il campionato di livello più basso fin qui rappresentato.
| Squadra 1                      | Risultato | Squadra 2                     |
| ------------------------------ | --------- | ----------------------------- |
| 4 settembre 2021               |           |                               |
| Jersey Bulls (9)               | 5–1       | VCD Athletic (8)              |
| Squires Gate (9)               | 1–0       | North Shields (9)             |
| Ashton Utd (7)                 | 0–1       | Hebburn Town (8)              |
| West Allotment Celtic (9)      | 2–7       | Bamber Bridge (7)             |
| Bootle (8)                     | 2–2       | F.C. United of Manchester (7) |
| Radcliffe FC (7)               | 2–0       | Skelmersdale Utd (9)          |
| Runcorn Linnets (8)            | 2–0       | Liversedge (8)                |
| Barnoldswick Town (9)          | 0–3       | Pontefract Collieries (8)     |
| Marske United (8)              | 6–0       | Seaham Red Star (9)           |
| Sunderland Ryhope CA (9)       | 2–4       | Stockton Town (8)             |
| Atherton Collieries (7)        | 1–1       | Bridlington Town (8)          |
| Warrington Rylands (8)         | 0–4       | Whitby Town (7)               |
| Shildon (8)                    | 1–3       | South Shields (7)             |
| Lancaster City (7)             | 1–0       | 1874 Northwich (7)            |
| Scarborough Athl. (7)          | 0–2       | Witton Albion (7)             |
| Mossley (8)                    | 1–0       | Newton Aycliffe (9)           |
| City Of Liverpool (8)          | 1–0       | Clitheroe (8)                 |
| Kendal Town (8)                | 0–1       | Warrington Town (7)           |
| Stalybridge Celtic (7)         | 0–1       | Colne (8)                     |
| Charnock Richard (9)           | 2–3       | Prescot Cables (8)            |
| Dunston UTS (8)                | 1–2       | Marine (8)                    |
| Morpeth Town (7)               | 6–1       | Hyde Utd (7)                  |
| Sherwood Colliery (9)          | 2–2       | Buxton (7)                    |
| Stamford (8)                   | 2–0       | Redditch Utd (7)              |
| Worksop Town (8)               | 3–0       | Newport Pagnell Town (9)      |
| Basford Utd (7)                | 1-0       | Stourbridge (7)               |
| Rushall Olympic (7)            | 2–2       | Stafford Rangers (7)          |
| Leek Town (8)                  | 0–2       | Mickleover (7)                |
| Halesowen Town (8)             | 2–1       | Ilkeston Town (8)             |
| Anstey Nomads (9)              | 0–1       | Stone Old Alleynians (9)      |
| Nantwich Town (7)              | 2–0       | Grantham Town (7)             |
| Leicester Road (9)             | 1–1       | Hanley Town (9)               |
| Bromsgrove Sporting (7)        | 2–0       | Loughborough University (9)   |
| Sporting Khalsa (8)            | 2–1       | Gainsborough Trinity (7)      |
| Carlton Town (8)               | 1–3       | Stratford Town (7)            |
| Matlock Town (7)               | 0–3       | Belper Town (8)               |
| Bedworth Utd (8)               | 4–1       | Winterton Rangers (9)         |
| Chasetown (8)                  | 2–1       | Barwell (7)                   |
| Hednesford Town (7)            | 1–1       | Cleethorpes Town (8)          |
| Tamworth (7)                   | 3–1       | Alvechurch (7)                |
| Long Eaton Utd (9)             | 2–1       | Coleshill Town (8)            |
| Coalville Town (7)             | 5–2       | AFC Rushden & Diamonds (7)    |
| Handsworth (9)                 | 2–0       | Coventry United (9)           |
| Tividale (9)                   | 0–1       | Spalding Utd (8)              |
| Hadley (9)                     | 1–1       | Enfield (9)                   |
| Cambridge City (8)             | 1–3       | East Thurrock United (7)      |
| Enfield Town (7)               | 2–1       | Dereham Town (8)              |
| Bury Town (8)                  | 1–4       | Norwich Utd (9)               |
| Wingate & Finchley (7)         | 1–1       | Basildon Utd (8)              |
| Potton United (9)              | 0–1       | AFC Sudbury (8)               |
| Colney Heath (8)               | 0–4       | Ware (8)                      |
| Corby Town (8)                 | 1–0       | Hendon (7)                    |
| Felixstowe & Walton United (8) | 1–3       | Great Wakering Rovers (8)     |
| Leiston (7)                    | 3–2       | Brightlingsea Regent (7)      |
| Hornchurch (7)                 | 1–1       | Barton Rovers (8)             |
| Biggleswade Town (7)           | 0–3       | Hitchin Town (7)              |
| Kings Langley (7)              | 3–2       | Romford (8)                   |
| Little Oakley (9)              | 2–1       | Kirkley & Pakefield (9)       |
| Stowmarket Town (8)            | 2–1       | Potters Bar Town (7)          |
| Mulbarton Wanderers (9)        | 2–2       | Welwyn G. City (8)            |
| Arlesey Town (9)               | 0–5       | Bowers & Pitsea (7)           |
| Walthamstow (9)                | 1–0       | Berkhamsted (8)               |
| Peterborough Sports (7)        | 2–1       | Haringey Borough (7)          |
| Brentwood Town (8)             | 0–2       | Cheshunt (7)                  |
| Needham Market (7)             | 1–0       | St. Ives Town (7)             |
| Royston Town (7)               | 1–2       | Mildenhall Town (9)           |
| Bedford Town (8)               | 0–0       | Canvey Island (8)             |
| Bishop's Stortford (7)         | 3–0       | Lowestoft Town (7)            |
| Walton Casuals (7)             | 2–1       | Hartley Wintney (7)           |
| Abbey Rangers (9)              | 5–0       | Chatham Town (9)              |
| Phoenix Sports (8)             | 2–1       | Chipstead (8)                 |
| Redhill (9)                    | 1–1       | Sevenoaks Town (8)            |
| Whitstable Town (8)            | 2–2       | Leatherhead (7)               |
| Kennington (9)                 | 0–3       | Carshalton Athletic (7)       |
| Harefield United (9)           | 0–4       | Hastings Utd (8)              |
| Haywards Heath Town (8)        | 1–1       | Horsham (7)                   |
| Harrow Borough (7)             | 4–2       | Ramsgate (8)                  |
| Margate (7)                    | 2–2       | Thame Utd (8)                 |
| Hythe Town (8)                 | 1–0       | Ascot Utd (9)                 |
| Uxbridge (8)                   | 2–2       | Chesham Utd (7)               |
| Corinthian (8)                 | 2–3       | Folkestone Invicta (7)        |
| Northwood (8)                  | 2–3       | Chichester City (8)           |
| Fleet Town (9)                 | 0–2       | Hanwell Town (8)              |
| Farnborough (7)                | 4–0       | Peacehaven & Telscombe (9)    |
| Sheppey Utd (9)                | 0–1       | Marlow (8)                    |
| Ashford Town (8)               | 2–1       | Tilbury (8)                   |
| Cray Wanderers (7)             | 1–3       | Sutton Common Rovers (8)      |
| Hayes & Yeading Utd (7)        | 4–3       | Bognor Regis Town (7)         |
| Beaconsfield Town (7)          | 2–2       | Walton & Hersham (9)          |
| Lewes (7)                      | 1–2       | Metropolitan Police (7)       |
| Broadfields Utd (9)            | 2–2       | South Park (8)                |
| Oxhey Jets (9)                 | 2–2       | Kingstonian (7)               |
| Worthing (7)                   | 1–1       | Corinthian Casuals (7)        |
| Burgess Hill Town (8)          | 2–0       | Bracknell Town (8)            |
| Spelthorne Sports (9)          | 1–1       | Bedfont Sports (8)            |
| Merthyr Town (7)               | 0–0       | Hamworthy United (9)          |
| Frome Town (8)                 | 1–0       | Mangotsfield United (8)       |
| Aylesbury Utd (8)              | 4–1       | Willand Rovers (8)            |
| Kidlington (8)                 | 2–3       | Bishop's Cleeve (9)           |
| Basingstoke Town (8)           | 4–1       | Bridgwater United (9)         |
| Highworth Town (8)             | 1–1       | Shaftesbury (9)               |
| Weston-super-Mare (7)          | 2–2       | Flackwell Heath (9)           |
| Banbury Utd (7)                | 1–0       | Ardley Utd (9)                |
| Gosport Borough (7)            | 2–1       | Plymouth Parkway (8)          |
| Shepton Mallet (9)             | 1–8       | Taunton Town (7)              |
| Barnstaple Town (8)            | 0–1       | Lymington Town (8)            |
| Poole Town (7)                 | 5–0       | Swindon Supermarine (7)       |
| Dorchester Town (7)            | 1–3       | Yate Town (7)                 |
| Longlevens (9)                 | 2–1       | Alresford Town (9)            |
| Cirencester Town (8)           | 3–0       | Easington Sports (9)          |
| Blackfield & Langley (9)       | 0–3       | Wimborne Town (7)             |
| Truro City (7)                 | 3–1       | Exmouth Town (9)              |
| Alton (9)                      | 1–3       | Sholing (8)                   |
| Salisbury (7)                  | 0–2       | Tiverton Town (7)             |
| Lichfield City (9)             | 1–3       | Nuneaton Borough (7)          |
| 5 settembre 2021               |           |                               |
| Erith & Belvedere (9)          | 0–4       | Chertsey Town (8)             |
| Biggleswade (8)                | 0–1       | AFC Dunstable (8)             |
| Baldock Town (9)               | 1–0       | Wisbech Town (8)              |
| Balham (9)                     | 0–2       | Merstham (7)                  |
| Littlehampton Town (9)         | 4–5       | Whitehawk (8)                 |
| 7 settembre 2021               |           |                               |
| Barking (8)                    | 1–1       | Aveley (8)                    |

#### Replay
| Squadra 1                     | Risultato     | Squadra 2               |
| ----------------------------- | ------------- | ----------------------- |
| 7 settembre 2021              |               |                         |
| F.C. United of Manchester (7) | 3–2           | Bootle (8)              |
| Bridlington Town (8)          | 1–3           | Atherton Collieries (7) |
| Buxton (7)                    | 5–1           | Sherwood Colliery (9)   |
| Stafford Rangers (7)          | 0–2           | Rushall Olympic (7)     |
| Hanley Town (9)               | 2–1           | Leicester Road (9)      |
| Cleethorpes Town (8)          | 2–1           | Hednesford Town (7)     |
| Basildon Utd (8)              | 1–6           | Wingate & Finchley (7)  |
| Barton Rovers (8)             | 1–4           | Hornchurch (7)          |
| Canvey Island (8)             | 2–3           | Bedford Town (8)        |
| Leatherhead (7)               | 1–0           | Whitstable Town (8)     |
| Horsham (7)                   | 2–0           | Haywards Heath Town (8) |
| Thame Utd (8)                 | 2–4           | Margate (7)             |
| Chesham Utd (7)               | 2–1           | Uxbridge (8)            |
| Walton & Hersham (9)          | 2–5           | Beaconsfield Town (7)   |
| South Park (8)                | 1–2           | Broadfields Utd (9)     |
| Corinthian Casuals (7)        | 3–1           | Worthing (7)            |
| Hamworthy United (9)          | 2–0           | Merthyr Town (7)        |
| Shaftesbury (9)               | 4–2           | Highworth Town (8)      |
| Flackwell Heath (9)           | 0–1           | Weston-super-Mare (7)   |
| Welwyn G. City (8)            | 2–1           | Mulbarton Wanderers (9) |
| 8 settembre 2021              |               |                         |
| Enfield (9)                   | 2–3 (dts)     | Hadley (9)              |
| Sevenoaks Town (8)            | 3–4           | Redhill (9)             |
| Kingstonian (7)               | 8–1           | Oxhey Jets (9)          |
| Bedfont Sports (8)            | 2–0           | Spelthorne Sports (9)   |
| 13 settembre 2021             |               |                         |
| Aveley (8)                    | 1–1 (4-5 dtr) | Barking (8)             |

### Secondo turno di qualificazione
Il sorteggio del secondo turno di qualificazione si è svolto il 6 settembre 2021. Vi hanno preso parte i 121 vincitori del primo turno di qualificazione e 43 squadre di 6ª divisione. A questo turno si sono qualificate 19 squadre di 9ª divisione, il campionato di livello più basso fin qui rappresentato.
| Squadra 1                 | Risultato | Squadra 2                     |
| ------------------------- | --------- | ----------------------------- |
| 18 settembre 2021         |           |                               |
| Chorley (6)               | 2–2       | Southport (6)                 |
| York City (6)             | 3–0       | Hebburn Town (8)              |
| Marine (8)                | 3–0       | Warrington Town (7)           |
| Atherton Collieries (7)   | 3–1       | Witton Albion (7)             |
| Squires Gate (9)          | 2–3       | Pontefract Collieries (8)     |
| Gateshead (6)             | 6–2       | Bradford (Park Avenue) (6)    |
| Blyth Spartans (6)        | 1–1       | F.C. United of Manchester (7) |
| Colne (8)                 | 0–1       | Guiseley (6)                  |
| Darlington (6)            | 0–0       | Chester (6)                   |
| Curzon Ashton (6)         | 4–0       | Stockton Town (8)             |
| AFC Fylde (6)             | 1–1       | Spennymoor Town (6)           |
| City Of Liverpool (8)     | 3–0       | Farsley Celtic (6)            |
| Morpeth Town (7)          | 4–1       | Lancaster City (7)            |
| Mossley (8)               | 1–2       | Radcliffe FC (7)              |
| Prescot Cables (8)        | 0–3       | Whitby Town (7)               |
| Runcorn Linnets (8)       | 3–1       | Bamber Bridge (7)             |
| Marske United (8)         | 3–0       | South Shields (7)             |
| Leamington (6)            | 3–1       | Stone Old Alleynians (9)      |
| Belper Town (8)           | 0–5       | Tamworth (7)                  |
| Bromsgrove Sporting (7)   | 6–0       | Worksop Town (8)              |
| Brackley Town (6)         | 4–2       | Coalville Town (7)            |
| Sporting Khalsa (8)       | 1–3       | Kidderminster (6)             |
| Buxton (7)                | 4–0       | Rushall Olympic (7)           |
| Boston Utd (6)            | 6–0       | Corby Town (8)                |
| Nantwich Town (7)         | 1–2       | Banbury Utd (7)               |
| AFC Telford United (6)    | 1–2       | Stamford (8)                  |
| Spalding Utd (8)          | 1–1       | Kettering Town (6)            |
| Hanley Town (9)           | 2–1       | Chasetown (8)                 |
| Bedworth Utd (8)          | 1–3       | Long Eaton Utd (9)            |
| Halesowen Town (8)        | 1–3       | Handsworth (9)                |
| Cleethorpes Town (8)      | 1–0       | Alfreton Town (6)             |
| Mickleover (7)            | 1–3       | Basford Utd (7)               |
| Stratford Town (7)        | 4–0       | Nuneaton Borough (7)          |
| Braintree Town (6)        | 1–2       | Billericay Town (6)           |
| Hornchurch (7)            | 4–1       | Walthamstow (9)               |
| Bishop's Stortford (7)    | 0–2       | Bowers & Pitsea (7)           |
| Barking (8)               | 1–3       | AFC Dunstable (8)             |
| Norwich Utd (9)           | 3–2       | Mildenhall Town (9)           |
| East Thurrock United (7)  | 2–2       | Needham Market (7)            |
| AFC Sudbury (8)           | 0–0       | Stowmarket Town (8)           |
| Wingate & Finchley (7)    | 3–0       | Baldock Town (9)              |
| Concord Rangers (6)       | 0–0       | St Albans City (6)            |
| Chelmsford City (6)       | 2–1       | Little Oakley (9)             |
| Kings Langley (7)         | 1–1       | Leiston (7)                   |
| Ware (8)                  | 2–2       | Hemel H. Town (6)             |
| Bedford Town (8)          | 1–3       | Welwyn G. City (8)            |
| Enfield Town (7)          | 1–1       | Hadley (9)                    |
| Hitchin Town (7)          | 0–3       | Cheshunt (7)                  |
| Great Wakering Rovers (8) | 3–5       | Peterborough Sports (7)       |
| Ashford Town (8)          | 2–7       | Folkestone Invicta (7)        |
| Abbey Rangers (9)         | 0–2       | Marlow (8)                    |
| Chertsey Town (8)         | 1–0       | Chesham Utd (7)               |
| Carshalton Athletic (7)   | 1–2       | Ebbsfleet Utd (6)             |
| Chichester City (8)       | 1–3       | Maidstone Utd (6)             |
| Phoenix Sports (8)        | 1–3       | Redhill (9)                   |
| Broadfields Utd (9)       | 2–3       | Hastings Utd (8)              |
| Burgess Hill Town (8)     | 0–4       | Dorking Wanderers (6)         |
| Kingstonian (7)           | 1–1       | Horsham (7)                   |
| Merstham (7)              | 4–1       | Margate (7)                   |
| Hanwell Town (8)          | 0–2       | Eastbourne Borough (6)        |
| Sutton Common Rovers (8)  | 2–2       | Jersey Bulls (9)              |
| Beaconsfield Town (7)     | 3–5       | Havant & Waterlooville (6)    |
| Slough Town (6)           | 1–3       | Whitehawk (8)                 |
| Dartford (6)              | 5–1       | Hythe Town (8)                |
| Metropolitan Police (7)   | 1–1       | Farnborough (7)               |
| Dulwich Hamlet (6)        | 0–1       | Bedfont Sports (8)            |
| Hayes & Yeading Utd (7)   | 5–0       | Tonbridge Angels (6)          |
| Walton Casuals (7)        | 0–3       | Hampton & Richmond (6)        |
| Leatherhead (7)           | 0–0       | Corinthian Casuals (7)        |
| Welling Utd (6)           | 0–2       | Harrow Borough (7)            |
| Aylesbury Utd (8)         | 5–1       | Bishop's Cleeve (9)           |
| Cirencester Town (8)      | 3–1       | Hamworthy United (9)          |
| Tiverton Town (7)         | 1–3       | Sholing (8)                   |
| Basingstoke Town (8)      | 3–4       | Wimborne Town (7)             |
| Frome Town (8)            | 2–1       | Oxford City (6)               |
| Poole Town (7)            | 1–1       | Chippenham Town (6)           |
| Weston-super-Mare (7)     | 5–1       | Taunton Town (7)              |
| Shaftesbury (9)           | 0–1       | Bath City (6)                 |
| Hungerford Town (6)       | 1–0       | Truro City (7)                |
| Yate Town (7)             | 2–0       | Gosport Borough (7)           |
| Lymington Town (8)        | 2–2       | Hereford (6)                  |
| 19 settembre 2021         |           |                               |
| Longlevens (9)            | 1–3       | Gloucester City (6)           |

#### Replay
| Squadra 1                     | Risultato | Squadra 2                |
| ----------------------------- | --------- | ------------------------ |
| 21 settembre 2021             |           |                          |
| Hadley (6)                    | 1–2       | Enfield Town (7)         |
| Jersey Bulls (6)              | 3–2       | Sutton Common Rovers (8) |
| Southport (6)                 | 1–0       | Chorley (6)              |
| F.C. United of Manchester (7) | 0–2       | Blyth Spartans (6)       |
| Chester (6)                   | 1–0       | Darlington (6)           |
| Spennymoor Town (6)           | 1–0       | AFC Fylde (6)            |
| Kettering Town (6)            | 2–0       | Spalding Utd (8)         |
| Needham Market (7)            | 2–3       | East Thurrock United (7) |
| Stowmarket Town (8)           | 0–1       | AFC Sudbury (8)          |
| St Albans City (6)            | 2–0       | Concord Rangers (6)      |
| Leiston (7)                   | 3–1       | Kings Langley (7)        |
| Hemel H. Town (6)             | 0–1       | Ware (8)                 |
| Horsham (7)                   | 1–0       | Kingstonian (7)          |
| Farnborough (7)               | 0–1       | Metropolitan Police (7)  |
| Corinthian Casuals (7)        | 3–0       | Leatherhead (7)          |
| Chippenham Town (6)           | 1–0       | Poole Town (7)           |
| Hereford (6)                  | 4–0       | Lymington Town (8)       |

### Terzo turno di qualificazione
Il sorteggio del terzo turno di qualificazione si è svolto il 20 settembre 2021. Vi hanno preso parte gli 82 vincitori del secondo turno di qualificazione. A questo turno si sono qualificate 6 squadre di 9ª divisione, il campionato di livello più basso fin qui rappresentato, vale a dire Handsworth, Hanley Town, Jersey Bulls, Long Eaton United, Norwich United e Redhill.
| Squadra 1                  | Risultato | Squadra 2                |
| -------------------------- | --------- | ------------------------ |
| 2 ottobre 2021             |           |                          |
| Radcliffe FC (7)           | 1–3       | Morpeth Town (7)         |
| Atherton Collieries (7)    | 0–0       | Marine (8)               |
| Pontefract Collieries (8)  | 6–0       | Handsworth (9)           |
| Marske United (8)          | 0–0       | Chester (6)              |
| City Of Liverpool (8)      | 1–6       | Buxton (7)               |
| Curzon Ashton (6)          | 4–0       | Cleethorpes Town (8)     |
| Runcorn Linnets (8)        | 2–3       | Gateshead (6)            |
| York City (6)              | 2–0       | Whitby Town (7)          |
| Guiseley (6)               | 1–0       | Blyth Spartans (6)       |
| Spennymoor Town (6)        | 0–0       | Southport (6)            |
| Ware (8)                   | 1–1       | Kidderminster (6)        |
| Stamford (8)               | 2–1       | Norwich Utd (9)          |
| Boston Utd (6)             | 4–0       | East Thurrock United (7) |
| Leamington (6)             | 3–3       | Kettering Town (6)       |
| Leiston (7)                | 1–3       | Tamworth (7)             |
| Stratford Town (7)         | 3–2       | Long Eaton Utd (9)       |
| AFC Sudbury (8)            | 1–0       | Cheshunt (7)             |
| Hanley Town (9)            | 1–1       | Brackley Town (6)        |
| AFC Dunstable (8)          | 2–3       | Peterborough Sports (7)  |
| Chelmsford City (6)        | 1–0       | Enfield Town (7)         |
| Bromsgrove Sporting (7)    | 1–0       | Welwyn G. City (8)       |
| Basford Utd (7)            | 0–1       | Banbury Utd (7)          |
| Merstham (7)               | 0–2       | Hereford (6)             |
| Metropolitan Police (7)    | 0–0       | St Albans City (6)       |
| Hungerford Town (6)        | 3–2       | Cirencester Town (8)     |
| Maidstone Utd (6)          | 0–3       | Dartford (6)             |
| Folkestone Invicta (7)     | 1–0       | Gloucester City (6)      |
| Hayes & Yeading Utd (7)    | 3–2       | Whitehawk (8)            |
| Bedfont Sports (8)         | 3–3       | Sholing (8)              |
| Havant & Waterlooville (6) | 3–2       | Billericay Town (6)      |
| Chippenham Town (6)        | 0–1       | Hastings Utd (8)         |
| Harrow Borough (7)         | 2–1       | Marlow (8)               |
| Horsham (7)                | 2–2       | Eastbourne Borough (6)   |
| Hampton & Richmond (6)     | 3–1       | Wimborne Town (7)        |
| Bowers & Pitsea (7)        | 2–2       | Hornchurch (7)           |
| Corinthian Casuals (7)     | 1–1       | Wingate & Finchley (7)   |
| Yate Town (7)              | 3–0       | Redhill (9)              |
| Aylesbury Utd (8)          | 0–1       | Ebbsfleet Utd (6)        |
| Dorking Wanderers (6)      | 1–0       | Weston-super-Mare (7)    |
| Bath City (6)              | 5–0       | Frome Town (8)           |
| 3 ottobre 2021             |           |                          |
| Jersey Bulls (9)           | 0–1       | Chertsey Town (8)        |

#### Replay
| Squadra 1              | Risultato | Squadra 2               |
| ---------------------- | --------- | ----------------------- |
| 5 ottobre 2021         |           |                         |
| Marine (8)             | 3–2 (dts) | Atherton Collieries (7) |
| Chester (6)            | 0–4       | Marske United (8)       |
| Southport (6)          | 3–2       | Spennymoor Town (6)     |
| Kidderminster (6)      | 3–0       | Ware (8)                |
| Kettering Town (6)     | 2–0       | Leamington (6)          |
| Brackley Town (6)      | 1–0       | Hanley Town (9)         |
| St Albans City (6)     | 3–1       | Metropolitan Police (7) |
| Sholing (8)            | 1–2       | Bedfont Sports (8)      |
| Eastbourne Borough (6) | 0–1       | Horsham (7)             |
| Hornchurch (7)         | 0–2       | Bowers & Pitsea (7)     |
| Wingate & Finchley (7) | 0–3       | Corinthian Casuals (7)  |

### Quarto turno di qualificazione
Il sorteggio del quarto turno di qualificazione si è svolto il 4 ottobre 2021. Vi hanno preso parte i 41 vincitori del terzo turno di qualificazione e le 23 squadre di National League. Il sorteggio comprendeva una squadra di 9ª divisione, l'Hanley Town, che ha però perso il replay match. A questo turno si sono qualificate 8 squadre di 8ª divisione, il campionato di livello più basso fin qui rappresentato, vale a dire 
| Squadra 1                 | Risultato | Squadra 2                  |
| ------------------------- | --------- | -------------------------- |
| 16 ottobre 2021           |           |                            |
| Marine (8)                | 1–1       | Wrexham (5)                |
| Marske United (8)         | 0–0       | Gateshead (6)              |
| Curzon Ashton (6)         | 0–4       | Chesterfield (5)           |
| Brackley Town (6)         | 1–1       | Guiseley (6)               |
| Hereford (6)              | 0–1       | Solihull Moors (5)         |
| Pontefract Collieries (8) | 0–0       | FC Halifax Town (5)        |
| York City (6)             | 1–1       | Morpeth Town (7)           |
| Kettering Town (6)        | 2–2       | Buxton (7)                 |
| Boston Utd (6)            | 1–1       | Stratford Town (7)         |
| King's Lynn Town (5)      | 2–1       | Peterborough Sports (7)    |
| Bromsgrove Sporting (7)   | 0–5       | Grimsby Town (5)           |
| Stockport County (5)      | 3–0       | Stamford (8)               |
| Southport (6)             | 2–3       | Altrincham (5)             |
| Tamworth (7)              | 0–0       | Notts County (5)           |
| Ebbsfleet Utd (6)         | 2–0       | Hampton & Richmond (6)     |
| Horsham (7)               | 1–0       | Woking (5)                 |
| Dorking Wanderers (6)     | 2–2       | Hayes & Yeading Utd (7)    |
| Corinthian Casuals (7)    | 1–1       | St Albans City (6)         |
| Maidenhead United (5)     | 3–1       | Hastings Utd (8)           |
| Bedfont Sports (8)        | 0–1       | Kidderminster (6)          |
| Hungerford Town (6)       | 1–2       | Bromley (5)                |
| Harrow Borough (7)        | 4–2       | Chelmsford City (6)        |
| Wealdstone (5)            | 1–2       | Dag & Red (5)              |
| AFC Sudbury (8)           | 3–1       | Dartford (6)               |
| Banbury Utd (7)           | 1–0       | Bath City (6)              |
| Barnet (5)                | 0–1       | Boreham Wood (5)           |
| Yeovil Town (5)           | 1–1       | Weymouth (5)               |
| Eastleigh (5)             | 3–3       | Folkestone Invicta (7)     |
| Bowers & Pitsea (7)       | 2–1       | Aldershot Town (5)         |
| Dover Athletic (5)        | 1–1       | Yate Town (7)              |
| Torquay Utd (5)           | 2–2       | Havant & Waterlooville (6) |
| Southend Utd (5)          | 4–1       | Chertsey Town (8)          |

#### Replay
| Squadra 1                  | Risultato     | Squadra 2                 |
| -------------------------- | ------------- | ------------------------- |
| 19 ottobre 2021            |               |                           |
| Wrexham (5)                | 2–0           | Marine (8)                |
| Gateshead (6)              | 3–2           | Marske United (8)         |
| Guiseley (6)               | 2–1           | Brackley Town (6)         |
| FC Halifax Town (5)        | 1–0           | Pontefract Collieries (8) |
| Morpeth Town (7)           | 1–3           | York City (6)             |
| Buxton (7)                 | 3–1 (dts)     | Kettering Town (6)        |
| Stratford Town (7)         | 3–2           | Boston Utd (6)            |
| Notts County (5)           | 4–0           | Tamworth (7)              |
| Hayes & Yeading Utd (7)    | 2–2 (4-3 dtr) | Dorking Wanderers (6)     |
| St Albans City (6)         | 1–1 (4-2 dtr) | Corinthian Casuals (7)    |
| Weymouth (5)               | 1–1 (1-2 dtr) | Yeovil Town (5)           |
| Folkestone Invicta (7)     | 2–3 (dts)     | Eastleigh (5)             |
| 20 ottobre 2021            |               |                           |
| Havant & Waterlooville (6) | 4–2           | Torquay Utd (5)           |
| 26 ottobre 2021            |               |                           |
| Yate Town (7)              | 1–0           | Dover Athletic (5)        |